# 因河畔布赖滕巴赫
因河畔布赖滕巴赫是奥地利蒂罗尔州库夫施泰因县的一个市镇。总面积37.99平方公里，总人口3217人，人口密度84.7人/平方公里（2005年）。